# کوه گوینگ تو د سان
کوه گوینگ تو د سان (به انگلیسی: Going-to-the-Sun Mountain) یک کوه در ایالات متحده آمریکا است که در مونتانا واقع شده‌است. کوه گوینگ تو د سان ۲٬۹۴۰٫۴۴ متر بالاتر از سطح دریا واقع شده‌است.